# 2000年カナダ総選挙
2000年カナダ総選挙（2000ねんカナダそうせんきょ、英語: 2000 Canadian federal election）は、2000年11月27日にカナダで行われた議会（庶民院）議員の総選挙である。

## 概要
当時のカナダ首相であるジャン・クレティエンが、与党である自由党内の一部反対を押し切って庶民院を解散したことによって行われた。庶民院の議員任期5年を約1年半繰上げする形で行われた選挙の結果、自由党が圧勝、クレティエンは第2次世界大戦後のカナダ政界において初めて三期連続で政権を担当することとなった。

## 基礎データ
- 選挙事由：議会解散
- 選挙権：18歳以上のカナダ国民
- 被選挙権：18歳以上のカナダ国民
- 登録有権者数：21,243,473名
- 定数：301議席
- 候補者数：1,808名
  - 自由党：301名
  - カナダ改革同盟：298名
  - ブロック・ケベコワ：75名
  - 新民主党：298名
  - カナダ進歩保守党：291名
  - 無所属やその他政党：545名
- 選挙制度：完全小選挙区制

出典：Elections Canada.各党候補者数は前回選挙における獲得議席数が多い順に記述

## 選挙結果
クレティエン与党で自由主義系の自由党は最大票田であるオンタリオ州で103議席中100議席を獲得、クレティエンへの人気が低いケベック州でもケベック州の分離独立を党是とするブロック・ケベコワを得票数で上回るなど選挙前から11議席を増やし、庶民院301議席の過半数を大きく上回る172議席を獲得して圧勝した。カナダ改革党を前身として1月に結成された右派系のカナダ同盟は西部諸州では圧勝したが、ケベック州や大西洋岸諸州では議席ゼロに終わるなど伸び悩み、66議席の獲得に留まった。ケベック州の分離独立を党是とするブロック・ケベコワは前回選挙比で6議席減の38議席。社会民主主義系の新民主党は8議席減の13議席。かつて自由党と並ぶ二大政党であった進歩保守党は8議席減の12議席となった。
- 投票者数：12,997,185名
- 投票率：61.2%

| 党派                                                      | 議席数 | %     | 得票数     | %     |
| --------------------------------------------------------- | ------ | ----- | ---------- | ----- |
| 自由党 Liberal Party                                      | 172    | 57.1  | 5,252,031  | 40.8  |
| カナダ同盟 Canadian Alliance                              | 66     | 22.0  | 3,276,929  | 25.5  |
| ブロック・ケベコワ Bloc Québécois                         | 38     | 12.6  | 1,377,727  | 10.7  |
| 新民主党 New Democratic Party                             | 13     | 4.3   | 1,093,868  | 8.5   |
| カナダ進歩保守党 Progressive Conservative Party of Canada | 12     | 4.0   | 1,566,998  | 12.2  |
| 無所属・その他の政党                                      | 0      | 0.0   | 290,220    | 2.3   |
|                                                           | 301    | 100.0 | 12,857,773 | 100.0 |

出典：Elections Canada